# Rock in a Hard Place
 Der er for få eller ingen kildehenvisninger i denne artikel, hvilket er et problem. Du kan hjælpe ved at angive troværdige kilder til de påstande, som fremføres i artiklen.

Rock In A Hard Place albummet blev udgivet af Aerosmith i 1982. Albummet markerer et monumentalt lavpunkt i historien om Aerosmith, og regnes for bandets ringeste udgivelse nogensinde. Albummet når da også kun en plads som #37 på Billboard 200. Væk var guitaristerne Joe Perry og Brad Whitford, som begge havde forladt bandet og erstattet med Rick Dufay og Jimmy Crespo. Pladen kostede Columbia Records 1.5 millioner kroner, og blev et kæmpe flop. Året efter fyrede pladeselskabet Aerosmith.

## Trackliste
- 1. "Jailbait"
- 2. "Lightning Strikes"
- 3. "Bitch's Brew"
- 4. "Bolivian Ragamuffin"
- 5. "Cry Me A River"
- 6. "Prelude To Joanie"
- 7. "Rock In A Hard Place"
- 8. "Jig Is Up"
- 9. "Push Comes To Shove"